# Oscar Osthoff
Oscar Paul Osthoff (Amerikai Egyesült Államok, Wisconsin, Milwaukee, 1883. március 23. – Amerikai Egyesült Államok, Indiana, Indianapolis, 1950. december 9.) olimpiai bajnok amerikai súlyemelő, atléta, műugró, úszó, tornász, amerikaifutball-játékos és edző, atlétika edző, mérnök.
Az 1904. évi nyári olimpiai játékokon indult a két súlyemelés versenyszámban. Az egykaros súlyzógyakorlatok versenyszámban aranyérmes lett. A kétkaros súlyemelésben ezüstérmet szerzett. 
Egyetemi évei alatt országos bajnok sprinter volt, valamint műugró, úszó, tornász, amerikaifutball-játékos és edző, atlétika edző. Mérnöki végzettséget szerzett az egyetemen.